# Destruction Island
Destruction Island ou historiquement connue sous le nom de Green Island est une petite île de 12 hectares située à environ 6 km de la côte de l'État de Washington. Elle fait partie administrativement de la localité de La Push dans le comté de Clallam.
Elle abrite une nombreuse faune marine et fait partie du Quillayute Needles National Wildlife Refuge (en).
Le phare de Destruction Island y a été construit entre 1888 et 1891. Il a été désactivé en 2008.
|                    |
| Destruction Island |

|                    |
| Destruction Island |